# Armillaria sinapina
Espèce
Armillaria sinapina est une espèce de champignons de la famille des Physalacriaceae. C'est un champignon pathogène qui cause des maladies racinaires pour certains arbres et a été trouvé sur trois hôtes en Alaska (saule, bouleau, épicéa). Au Québec, il a été repéré sur Acer saccharum. Il est présent également au Japon.
Son mycelium est bioluminescent.